# دانه کاج

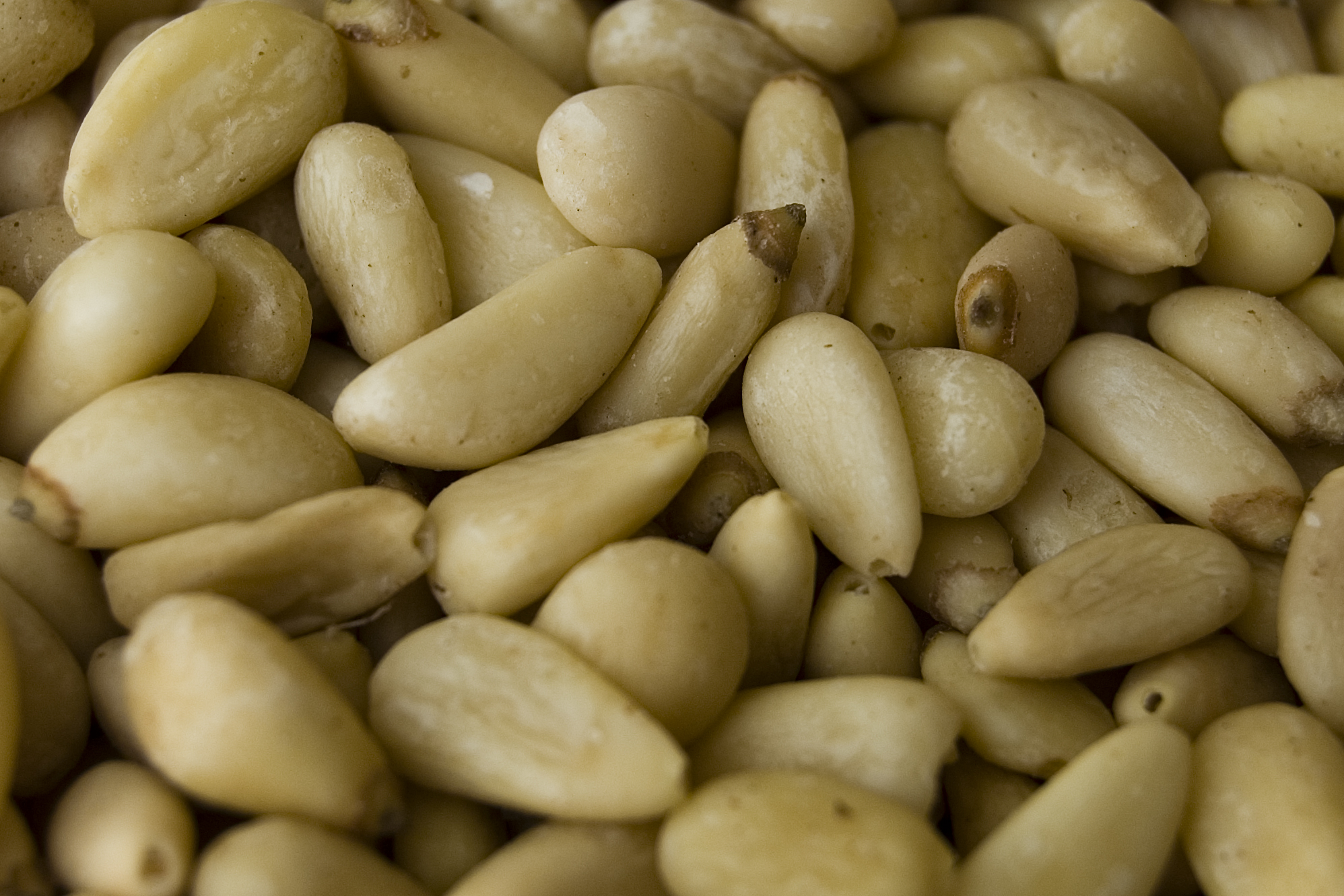
مغز دانه‌های کاج کره‌ای

دانه کاج دارای مغز خوردنی هستند، با این‌حال حدود بیست گونه کاج، دانه‌هایی که به حد کافی درشت باشد تولید می‌کنند. در اروپا دانه‌های کاج چتری از بیش از ۶۰۰۰ سال پیش تا کنون جمع‌آوری می‌شود.
در آسیا کاج کره‌ای دارای دانه‌هایی با بالاترین ارزش تجاری بین‌المللی است. گونه دیگر، کاج چلغوزه است که در غرب هیمالیا (شرق افغانستان و شمال پاکستان و هند) می‌روید و دانه‌های آن اهمیت خوراکی دارد.
در قاره آمریکا سرخپوستان از دیرباز تاکنون به گردآوری دانه‌های انواع کاج می‌پردازند. در آمریکای جنوبی کاج برزیلی بزرگ‌ترین دانه‌های کاج را تولید می‌کند.

## ارزش غذایی
ارزش غذایی صد گرم مغز دانه خشک کاج به قرار زیر است:
- کیلوکالری: ۶۷۳
- کربوهیدرات (گرم): ۱۳٫۰۸
- چربی (گرم): ۶۸٫۳۷
- فیبر (گرم): ۳٫۷
- پروتئین (گرم): ۱۳٫۶۹
- کلسترول (میلی‌گرم): ۰